# Tron: Evolution
Tron: Evolution es un videojuego en tercera persona de acción y aventura para la película Tron: Legacy por Propaganda Games, publicado por Disney Interactive; fue lanzado para Microsoft Windows, PlayStation 3, PlayStation Portable, Wii, Nintendo DS y Xbox 360 el 26 de noviembre de 2010 en Europa y el 7 de diciembre de 2010 en América del Norte. El contenido descargable está disponible a través de descarga digital. La música del juego fue compuesta por Sascha Dikiciyan (también conocido como Sonic Mayhem), Cris Velasco (God of War) y Manthei Kevin; dos pistas provienen de la pista de sonido de la película original: "Derezzed" y "The Grid", compuesta por Daft Punk.

## Jugabilidad
Tron: Evolution es un juego de acción en tercera persona con elementos de RPG y carreras incorporadas. El juego contiene un solo jugador y modos multijugador. El modo de juego básico se centra en acrobacias y combates. Los movimientos del jugador están fuertemente influenciadas por parkour, mientras que el combate se inspiró en la capoeira. El juego también cuenta con carreras de motos de luz. Cada moto deja un rastro de luz que puede destruir o "Derez" cualquier enemigo. Tron: Evolution cuenta con un carácter persistente en la progresión de los personajes, que permite a los jugadores ganar nuevos niveles y desbloquear nuevas mejoras, tanto en el modo multijugador como el de un solo jugador.

### Multijugador
Hay cuatro modos de juego diferentes y cuatro mapas disponibles inicialmente. Existen dos modos de enfoque en el combate con discos de luz y dos modos de combate con vehículos que disponen de motos de luz, así como un vehículo cisterna de luz especial. Hasta 10 personas pueden jugar en partidas en línea. La desintegración y la desintegración del equipo son los modos clásicos. Power Monger es un modo de control de nodo y Bit Runner es una variación de capturar la bandera. También hay un sistema de nivelación, que actualiza la versión de su personaje y que gana más memoria para actualizaciones. Tu personaje puede ganar hasta 50 versiones. Al obtener la versión 50 no puedes mejorar tu personaje más.

## Trama
Tron: Evolution sirve como precuela de la película Tron: Legacy y secuela de la novela gráfica Tron: Betrayal. Está diseñado para ser una parte integral de la historia de Tron, desde ciertos caracteres y la configuración de ambas películas. Tron: Evolution explica los acontecimientos que condujeron al encarcelamiento de Kevin Flynn dentro de la red, así como contar cómo la Red ha evolucionado a través de los años. El jugador controla a un programa llamado Anon (abreviatura de anónimos), un programa de seguridad escrito por Flynn para investigar una conspiración en el mundo de Tron.
El juego comienza con un video de Flynn, que está discutiendo sobre la existencia de los ISOs (algoritmos isomorfos), un grupo de programas con una medida del libre albedrío que han surgido espontáneamente en la Red, y son del agrado de los programas básicos. Jalen, uno de los líderes de los ISOs, recientemente fallecido, y Flynn sospecha que el asesinato fue organizado por Clu 2.0, una segunda versión del programa original de la primera película. Flynn crea un nuevo programa para tratar de controlar el sistema.
Radia, líder de los ISOs, se encuentra en una ceremonia formal para hacer una administración del sistema junto a Clu 2.0. Tron pide a Anon que proteja la ceremonia, pero encuentra una mujer sospechosa, Quorra, que trata de pasar entre los guardias y Anon la sigue. La ceremonia es interrumpida violentamente por el programa de virus, Abraxas, pero interviene Anon y ambos combaten, dañando el disco de identidad de Abraxas se ve obligado a huir. Clu 2.0 considera a los ISOs como imperfecciones. Tron sugiere a Flynn salir de la Red para su propia seguridad.
Durante su batalla contra Abraxas, Anon ve a Flynn y a Tron ser emboscados y asesinados por Clu 2.0 y sus guardias. El programa descubre a Quorra, que también vio los asesinatos. Visitan a Zeus en un club nocturno que sirve de refugio para los ISOs. Zeus les da el "Solar Sailer" que son códigos de acceso y sugiere que le advierten a Radia, ya que su palabra será creída por los ISOs. Al salir de la discoteca, el ascensor que conecta el suelo se hace añicos, dejando a los de la discoteca varados. A medida que viajan a la estación solar sailer, ven varios grupos de ISOs siendo aterrorizados, se dan cuenta de que Clu 2.0 ha declarado la guerra a los ISOs.
Quorra y Anon están secretamente presentes para observar una reunión entre Clu 2.0 y Radia. Clu 2.0 le dice a Radia que Anon mató a Flynn. Radia solicita que se reúnan los ISOs por "protección". Después de dejar a Clu 2.0, Quorra y Anon le dicen la verdad a Radia. Radia responde que Flynn no murió, que fue rescatado por un ISO llamado Gibson. Anon encuentra a Gibson, pero descubren que Flynn ha desaparecido y Abraxas ha llegado. Anon y Gibson huyen, pero Abraxas se pone al día con ellos e infecta a Gibson. Anon se ve obligado a luchar contra el ahora que Gibson fue infectado y lo derrota con éxito. Después de muchas batallas, Anon encuentra a Quorra de nuevo y ella explica que Clu 2.0 recientemente ha atacado y destruido todos los ISOs en la Red.
Quorra y Anon, una vez más secretamente observan una reunión entre Clu 2.0 y Radia. Abraxas llega, y Radia se da cuenta de que era Jalen a la vez, y que había sido infectado por Clu 2.0 para cumplir con el objetivo de destruir a los ISOs. Abraxas mata a Radia, la última ISO. Ya no quería esperar, Quorra fue tras Clu, dejando a Anon para luchar contra Abraxas y logra derrotarlo y destruir su disco. Anon más tarde se reúne con Flynn, que había modificado su disco con los fragmentos que encontró de Abraxas y descubre que Quorra esta prisionera en los buques de guerra de Clu 2.0. Anon encuentra una manera de entrar, Clu 2.0 lanza a Quorra hasta la cubierta. Anon y Abraxas tiene un arreglo de cuentas final. Abraxas utiliza núcleos de energía para multiplicar su poder. Cuando Abraxas ingresa en el núcleo central, Clu 2.0 grita que se sobrecarga el núcleo, y el buque. Anon destruye el núcleo con Abraxas en él, finalmente lo destruye. Clu 2.0 huye mientras Anon va por Quorra y la recoge. A medida que el barco se está disparando, se sumerge Anon por el lateral de la nave y se agarra a un reconocedor. Cuando se golpea el suelo, Anon y Quorra se tiran al suelo, pero el reconocedor sigue cayendo hacia ellos. Anon se arroja a un lado después de la última orden de Flynn de proteger a Quorra. El reconocedor luego aplasta a Anon, y él es destruido.
Quorra se despierta y ve la desintegración de Anon bajo el reconocedor. Justo cuando piensa que todo está perdido ella abre los ojos y ve al creador, Flynn, de pie sobre ella. Clu 2.0 sobrevive para descartar un programa ISO-libre, y Flynn y Quorra escapan.

## Cronología del universo Tron
- Tron (1982) (película)
- Tron 2.0 (2003) (videojuego)
- Tron: The Ghost in the Machine (historieta)
- Tron: Betrayal (1983/1989) (historieta)
- Tron: Uprising (2012) (serie de televisión)
- Tron: Evolution (2010) (videojuego)
- Tron Legacy (2010) (película)

- Datos: Q349087